# En Planiol
En Planiol (Esporles, Mallorca, segle xvii ?) va ser un glosador mallorquí.
Antoni Maria Alcover a les Rondalles Mallorquines diu que era d'Esporles "trempat ferm per glosar i conegut de tota Mallorca". De fet, a la rondalla "En Planiol, es glosador" diu que la hi va contar un rebesnet del glosador. d'Esporles, Mestre Antoni Planiol. "manxador de l'orgue, trempat ferm". Josep Togores i Sanglada, comte d'Aiamans i baró de Lloseta, l'esmenta a una de les seves poesies: "En Tià "Misser" digué, com me sentí glosar aviat: ell tenim un Planiol (antic glosador bo mallorquí)"
| «                  | Si jo fos en Planiol, segons diu nòstron "Misser", faria glosar aquest mè, set ruques i un mussol. | » |
| — Josep de Togores | |   |

Joan Mas i Vives a l'edició de les "Poesies" de Josep Togores diu que en Planiol és un dels glosadors més mítics de Mallorca. Per un altre costat, Joaquim Maria Bover es refereix a un Bartomeu Sastre "Planiol", de Llucmajor, que fou frare llec cartoixà a partir de 1763, professant el 1797, però diu que la seva obra era de caràcter ascètic. Si Josep Togores (1767-1831) el qualifica com "antic glosador bo mallorquí" cal pensar que en Planiol probablement va viure en el segle xvii o començaments del xviii i descartar la seva identificació amb el llec cartoixà Bartomeu Sastre.

## En Planiol i l'inquisidor
Els inquisidors enviaren a demanar en Planiol. En ser davant ells, acompanyat de la seva dona, els digué:
| « | -Part a la nit, vénc de dia, que la serena mal és. Què volen vosses mercès? Que vol vossa senyoria? | » |

Els inquisidors li demanaren:
-Vos que sou en Planiol?
| « | -Ja m'ho diuen de vegades. Som vengut, feines deixades, a veure de mi que vol. | » |

- I això que és sa vostra dona?
| «            | -Això és es meu diamant ambe qui em colg cada vespre, dona ben trempada i llesta: no en veuran de més honesta a la Seu dia de festa. per bé que estiguen mirant. | » |
| — en Planiol | |   |